# Weinebene
Die Weinebene ist ein Alpenpass sowie ein Urlaubsgebiet in der Koralpe. Die bis in eine Höhe von 1668 m ü. A. verlaufende Passstraße verbindet Wolfsberg in Kärnten mit Deutschlandsberg in der Steiermark.
Der Fremdenverkehr auf der Weinebene ist zweisaisonal: Für Wintersportler sind mehrere Pisten auf einer Seehöhe zwischen 1580 und 1886 Metern präpariert, für Sommerurlauber bietet das Gebiet ein Almhüttendorf als Ausgangspunkt für Bergwanderungen in der Koralpe. Der Nord-Süd-Weitwanderweg führt von der Hebalpe kommend über die Weinebene zum Großen Speikkogel.
Die Weinebene ist jener Ort, nach dem das Mineral Weinebeneit benannt ist und aus dessen Fundstelle beim Brandrücken südlich der Weinebene es erstmals beschrieben wurde (Typlokalität).
Die Weinebene liegt in einer geplanten Vorrangzone für die Nutzung von Windenergie. Auf der nördlich von ihr gelegenen Handalm wurde bereits ein Windpark errichtet.

## Name
Der Gebirgsübergang bildet einen Sattel zwischen Handalm und Brandhöhe, keine Ebene. Sein Name kommt vom Umladen (Umheben) von Frachten (Wagen- oder Tragtierladungen) an einer Grenze und ist kein Hinweis auf Weinbau, der in dieser Höhe nicht möglich ist. Bis etwa 1930 wurde das Gebiet in Landkarten als „Weineben“ (nicht „-ebene“) ausgewiesen (siehe Karte). Der Name wird in der Alltagssprache noch so ausgesprochen, auch die Landesstraße auf steirischer Seite trägt diesen Namen.

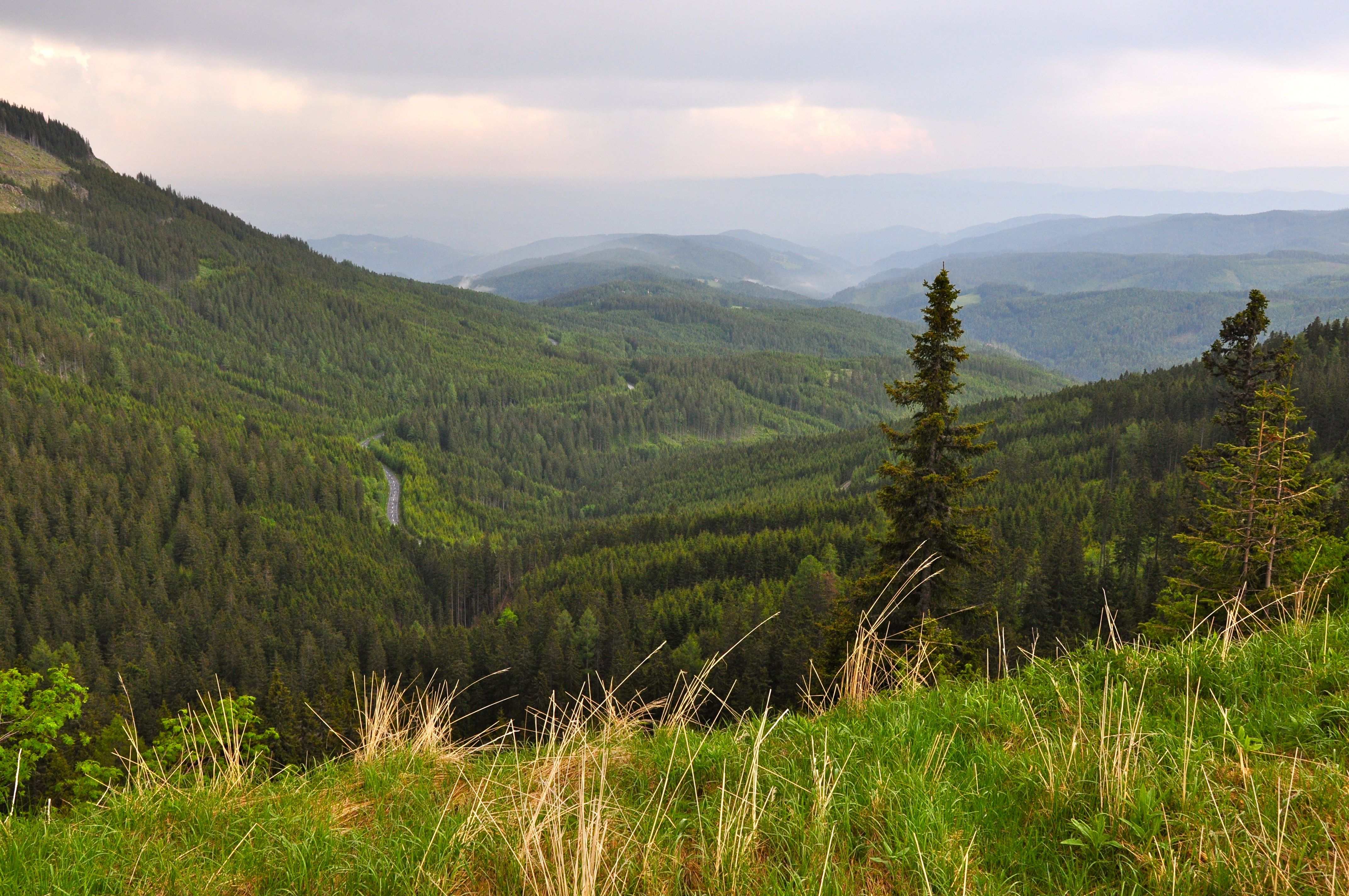
Blick nach Osten in die Weststeiermark

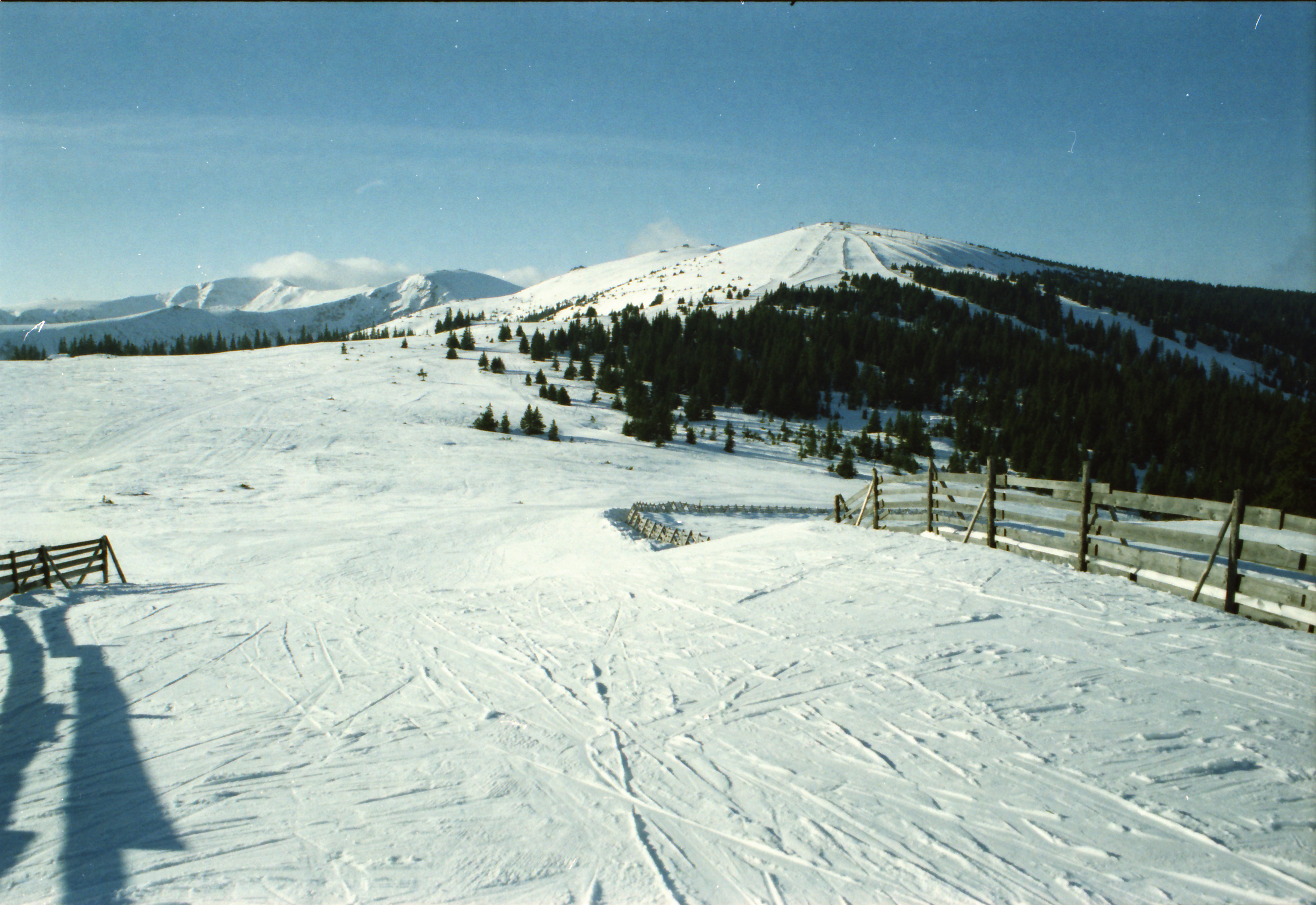
Die Weinebene im Winter

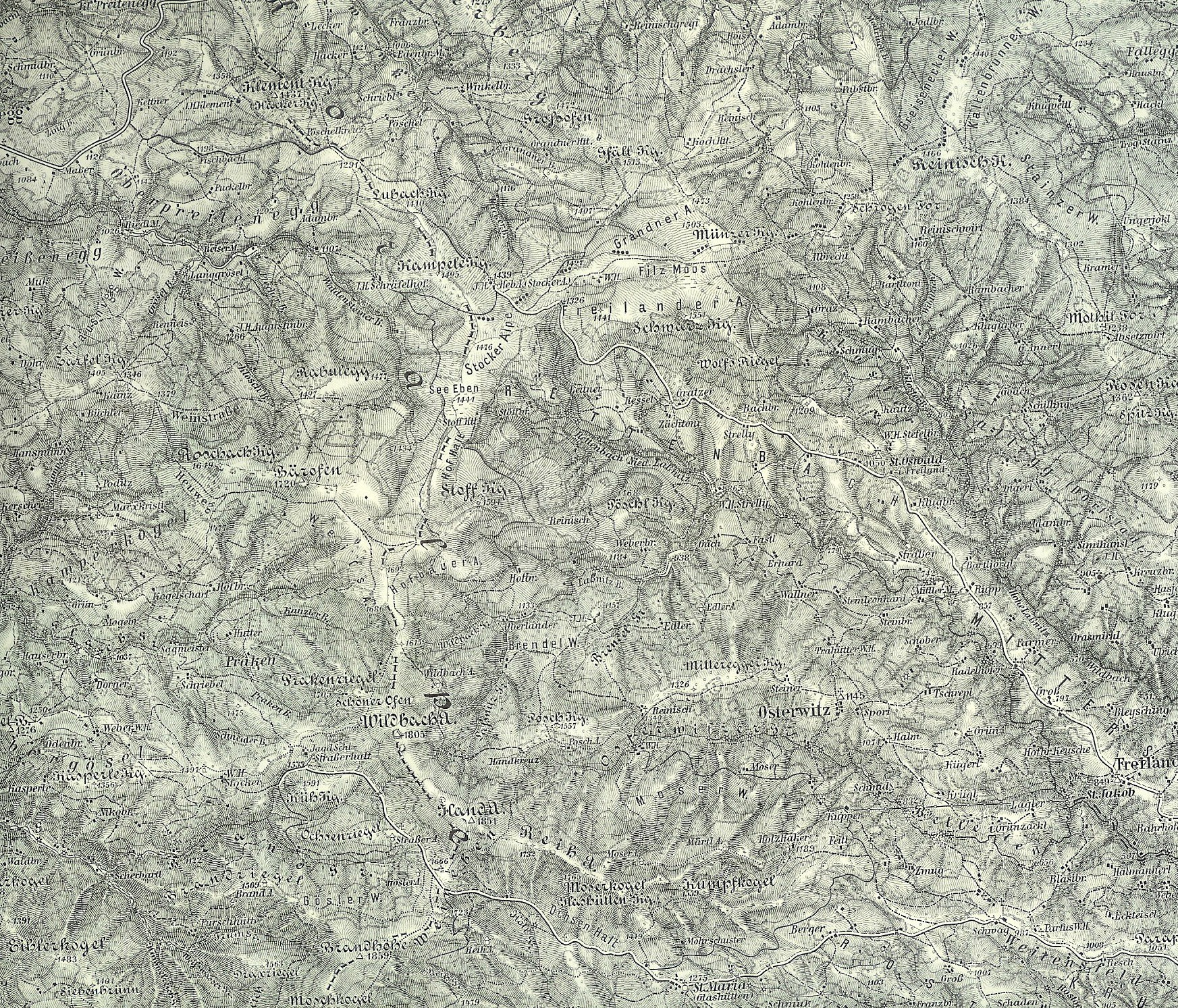
Ehemalige Hebestätten an der Grenze von Steiermark und Kärnten um 1930: Die Weineben (unterer Kartenrand Mitte links), nördlich davon See Eben und Heb-Alm

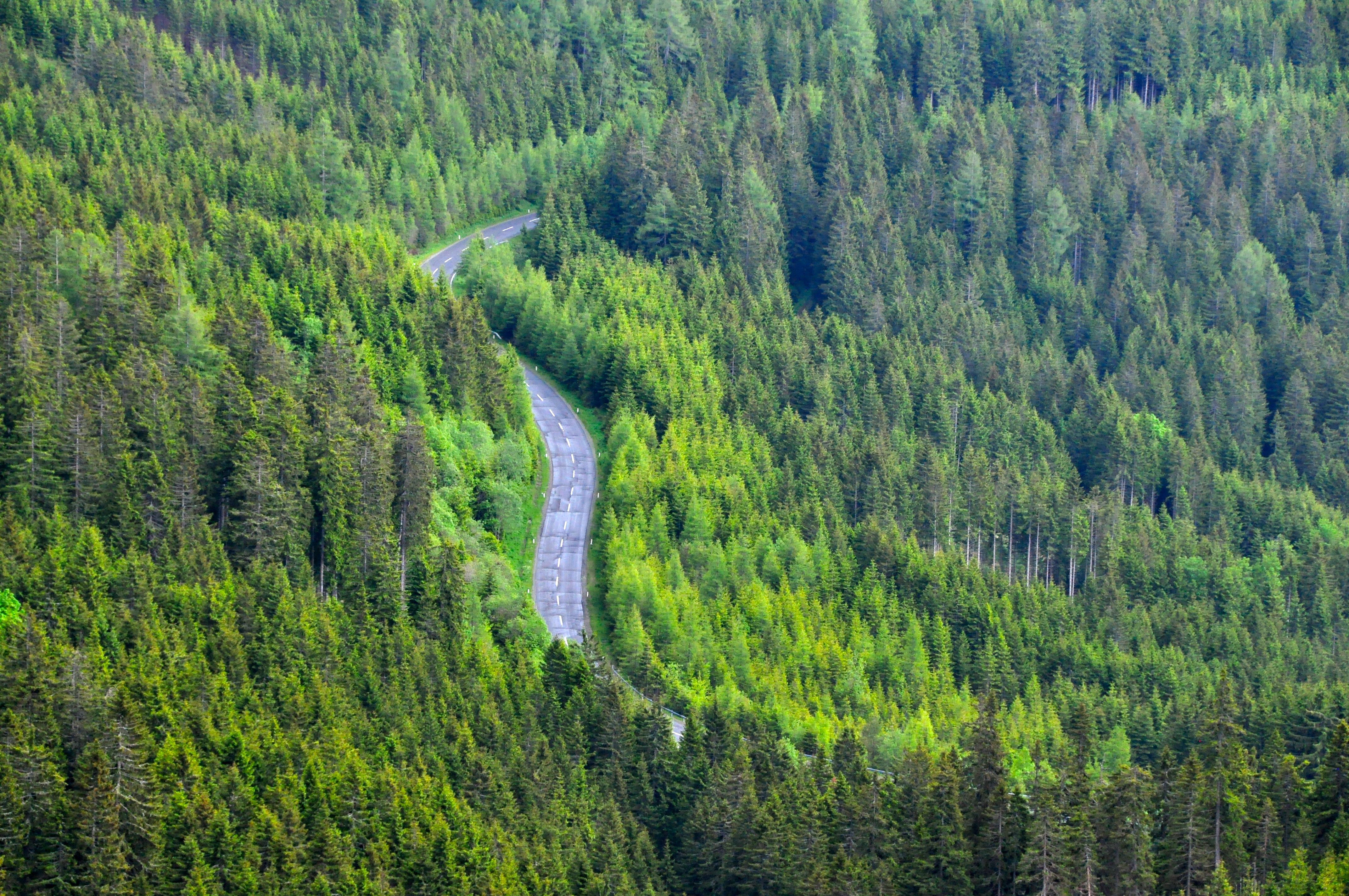
Blick auf die steirische Seite der Passstraße

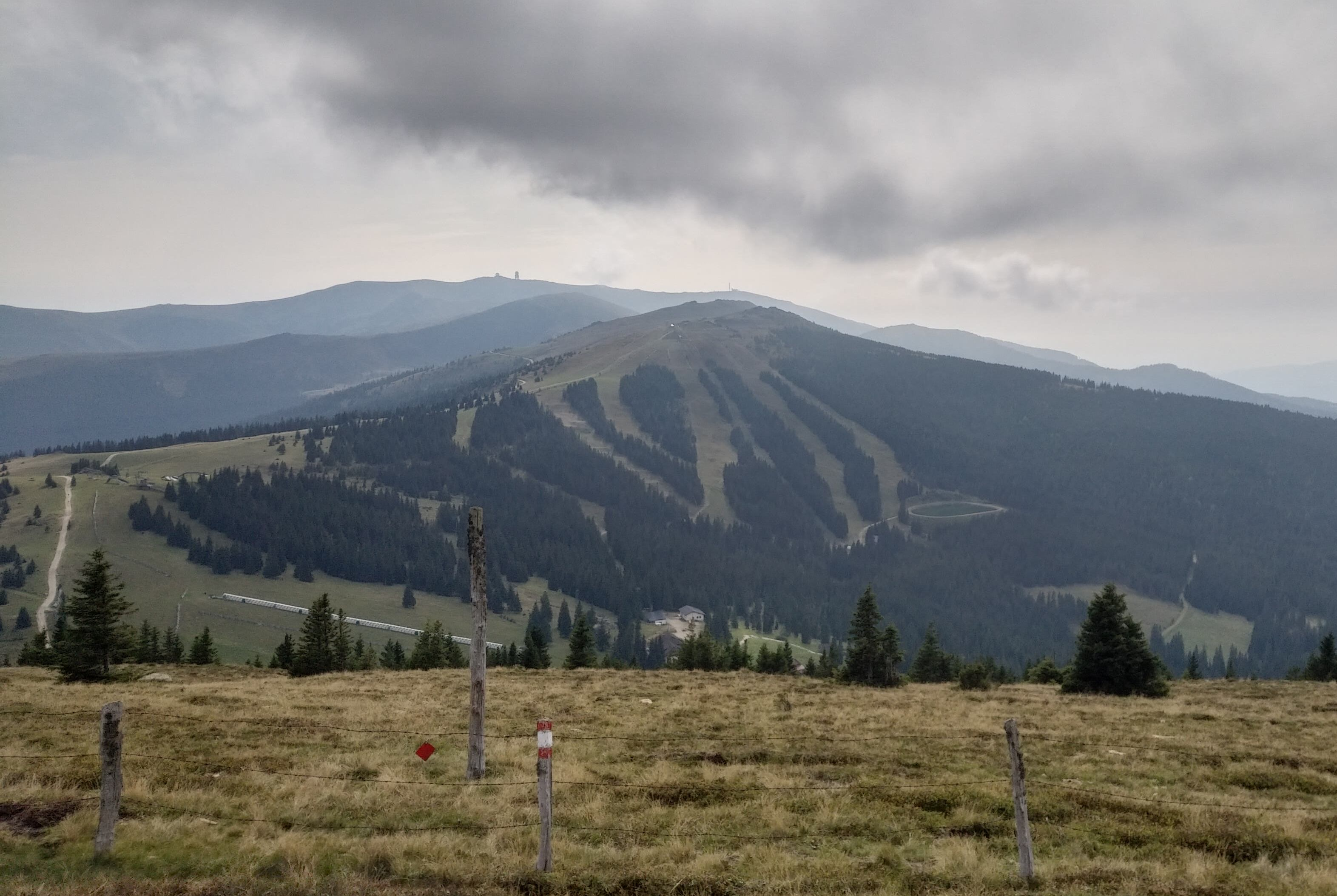
Skigebiet im Herbst von der Handalm aus gesehen

Bis Mitte des 17. Jahrhunderts waren die Wege über den Koralmzug aus der Steiermark nach Kärnten Teil eines „Geflechtes von Weinstraßen“ und wichtige Handelswege z. B. für Salz oder Erzeugnisse aus Eisen.
Bauern und andere Untertanen, die bis in das 19. Jahrhundert Transporte durchzuführen hatten (z. B. als Robot-Dienste für die eigene Grundherrschaft), konnten bzw. durften mit diesen Fuhren nicht immer über die Grundherrschafts- oder Landesgrenze fahren, weil sie für das Verlassen des Gebietes ihrer Grundherrschaft Abgaben und Sicherheiten zu leisten gehabt hätten oder dies überhaupt verboten war. Es waren aus diesem Grund an den höchsten Stellen der Verkehrswege unweit der „Landesconfinen“ (Landesgrenzen) „… unterschiedlich eigene Heb- und Leg-Stätte errichtet, bis dahin die „Steyerischen“ Fuhrleute, von dort aber die Kärntnerischen die Fuhren versehen haben.“ (Rectifikationsfassion
der Herrschaft Schwanberg, um 1750.)
Dabei konnten fallweise auch Geldbeträge (Zoll, Maut) zu leisten sein, soweit diese nicht bereits am Fuße der Pass-Straße eingehoben wurden.
Ortsnamen auf der Höhe des Koralmzuges, die auf „-eben(e)“ lauten oder den Namensteil „Heb-“ enthalten, werden von diesen früheren Umladestationen abgeleitet.
Auf der Weinebene befand sich eine dieser Umladestationen, die „Wein-heben“. Die Gegend hieß früher „Weinhöb“ (oder „Weinheb“ – Mundart unterscheidet in der Aussprache nicht klar zwischen ö und e.)
Die ursprüngliche Bedeutung des Namensteils für die Transportstation geriet in Vergessenheit und wurde durch das aktuell verständlichere Paronym für eine Geländeform ersetzt.
Andere Stellen neben der nördlich der Weinebene liegenden See Eben und der Hebalm, die ihren Namen ebenfalls vom Umheben von Lasten erhalten haben, liegen auf der Gleinalm
und auf der Stubalm.
Im Mittelalter war „Heber“ ein Berufsstand, der sich mit dem Ab- und Aufladen von Waren beschäftigte.

## Lithiumvorkommen
Im Brandrücken, ungefähr zwei Kilometer südwestlich der Weinebene, befindet sich eines der größten Lithium-Vorkommen Europas (als Spodumen).